# 碧加洛凉廊

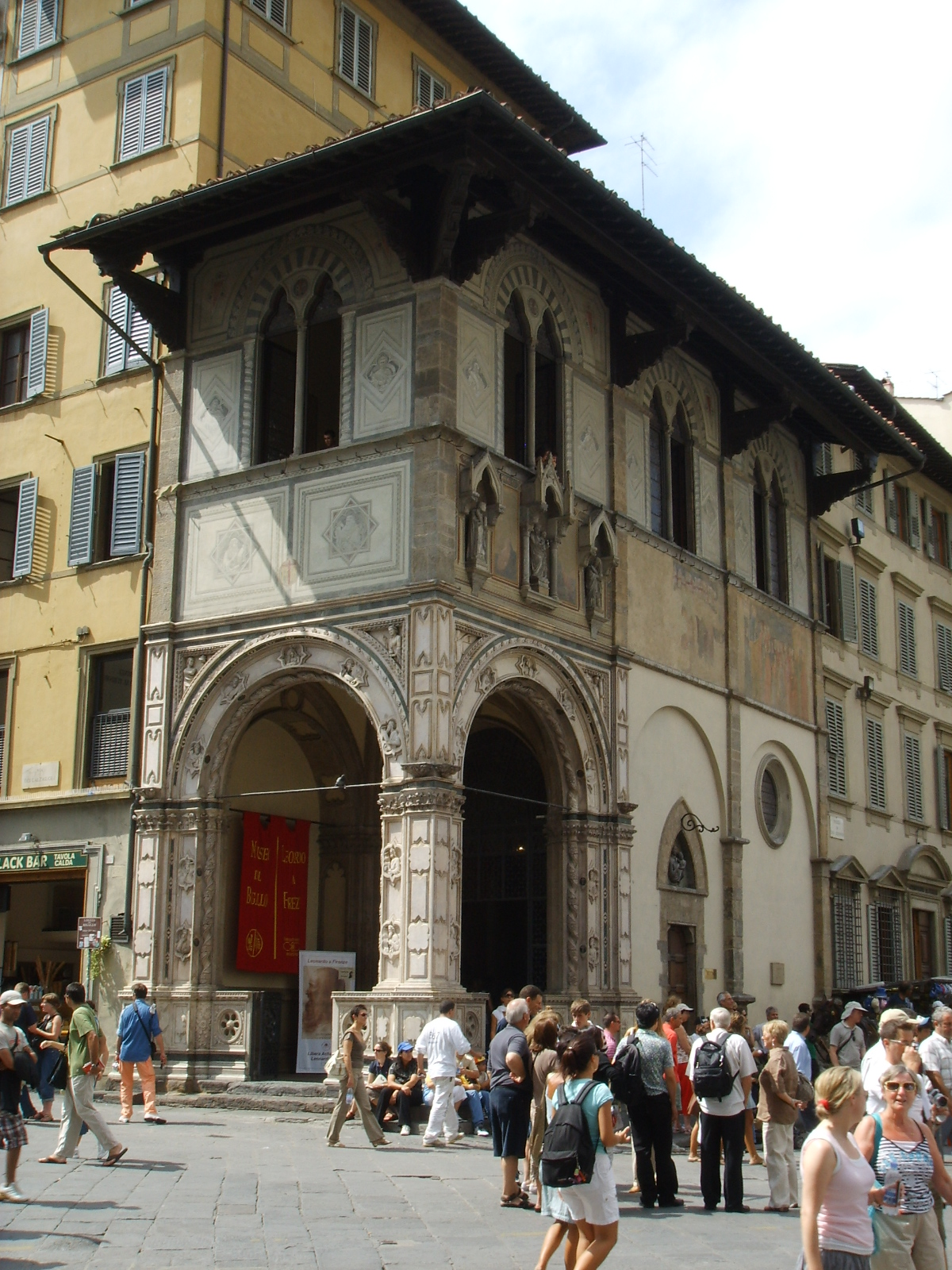
碧加洛凉廊

碧加洛凉廊（Loggia del Bigallo）是意大利佛罗伦萨的一座晚期哥特式建筑。这是该市的一打公共凉廊之一，其中的一部分设有仁慈堂（Compagnia della Misericordia），可能是由建筑师-雕塑家Alberto Arnoldi负责这座建筑；它建于1352年到1358年。这座开放式凉廊是照顾走失儿童和遗弃婴儿的庇护所。这个团体于1244年由殉教者圣伯多禄建立，从前位于佛罗伦萨圣弥额尔教堂附近，在1425年迁来此处。 
它坐落在圣若望广场和卡尔查依欧利路转角；是由一位施主捐赠的。  
它的两个拱形托架上有丰富的浮雕，包括先知，天使，美德，基督祝福和《你们看这个人!》（Ecce Homo）。1697年，拱门被关闭，以便为演讲提供更多的空间；砖石建筑于1889年被拆除，显出长期隐藏的装饰。楼上的前窗原本有丰富的壁画 和三个帐棚，框内是Filippo di Cristofano的作品1412年）：圣母子、 圣路济亚和殉教者圣伯多禄（仁慈堂的主保圣人）。
其内部包含一个关于仁慈堂的博物馆。